# Фильцмос (Зальцбург)
Фильцмос (нем. Filzmoos (Salzburg)) — коммуна (нем. Gemeinde) в Австрии, в федеральной земле Зальцбург. 
Входит в состав округа Санкт-Йохан-Понгау.  Население составляет 1390 человек (на 15 мая 2001 года). Занимает площадь 75,71 км². Официальный код  —  50 407.

## Политическая ситуация
Бургомистр коммуны — Йохан Зульцбергер (АНП) по результатам выборов 2004 года.
Совет представителей коммуны (нем. Gemeinderat) состоит из 13 мест.
- АНП занимает 9 мест.
- СДПА занимает 3 места.
- АПС занимает 1 место.